# Diplosoma
Diplosoma ist eine Pflanzengattung aus der Familie der Mittagsblumengewächse (Aizoaceae). Der botanische Name der Gattung leitet sich von den griechischen Worten διπλόος (diplos) für „doppelt“ und οωμα (soma) für „Körper“ ab und verweist auf den gespaltenen, zweigeteilten Pflanzenkörper.

## Beschreibung
Die Pflanzen der Gattung Diplosoma sind kleine ausdauernde Pflanzen, die kompakt und nur spärlich verzweigt wachsen. Sie erreichen Wuchshöhen von bis zu 3 Zentimetern und Durchmesser von bis zu 5 Zentimetern. Die Pflanzen bestehen aus zwei Blattpaaren. Das erste Blattpaar ist halbkugelförmig, vollständig miteinander verwachsen und bildet einen Körper von 1 bis 4 Millimeter, der während der Ruheperiode unter einer becherförmigen, starren Hülle verbogen ist. Das zweite Blattpaar ist an der Basis auf einem Viertel bzw. bis zur Hälfte miteinander verwachsen und bildet einen rötlichen, V-förmigen, zungenartigen Körper.
Die einzelnen, meist sitzenden Blüten erscheinen aus dem durch das zweite Blattpaar an der Oberfläche gebildeten Spalt und erreichen einen Durchmesser von bis zu 30 Millimeter. Es sind sechs (selten sieben) Kelchblätter vorhanden. Die äußeren beiden sind gegenständig, die restlichen spiralförmig angeordnet. Die an der Basis weißen und an den Spitzen purpurfarbenen Kronblätter stehen in zwei bis drei Reihen. Sie umgeben vier bis fünf Reihen fadenförmiger Staminodien. Die äußeren Staminodien sind dunkel purpurfarben bis schwarzen, die inneren weiß. Die dunkelgrünen Nektarien sind zu einem Ring verwachsen und umgeben die fadenartige, sechs- bis siebenteilige Narbe.
In ihrer Heimat liegt die Blütezeit in den Monaten Juni bis September. Die Blüten öffnen sich nach dem Mittag und schließen sich am Abend wieder.
Die Früchte besitzen keine Verschlusskörper. Sie sind sechs- (selten sieben-) fächrig und erreichen Durchmesser von 4 bis 13 Millimeter. Die birnenförmigen Samen sind weißlich oder braun und 0,32 bis 0,52 Millimeter lang sowie 0,21 bis 0,38 Millimeter breit.

## Systematik und Verbreitung

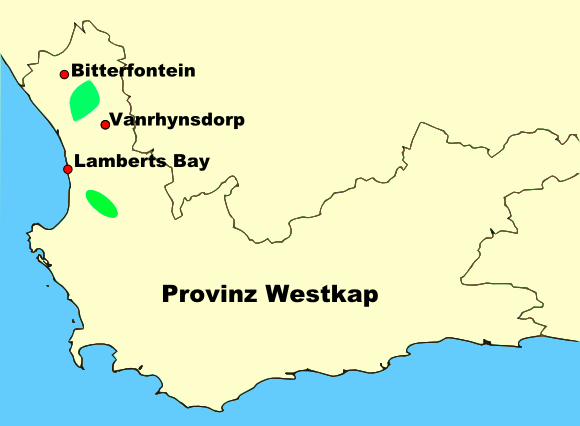
Verbreitungsgebiet

Die Gattung Diplosoma ist in der südafrikanischen Provinz Westkap in der Umgebung der Orte Clanwilliam, Vredendal und Vanrhynsdorp verbreitet. Die Pflanzen wachsen ausschließlich auf stark salzhaltigen Böden die mit einer Schicht Quarzkies bedeckt sind. Die jährliche Niederschlagsmenge beträgt 200 bis 300 Millimeter und fällt hauptsächlich im Winter.
Die Erstbeschreibung wurde 1926 von Gustav Schwantes vorgenommen. Die Typusart ist Diplosoma retroversum.    
Nach Hans-Dieter Ihlenfeldt umfasst die Gattung die beiden folgenden Arten:
- Diplosoma luckhoffii (L.Bolus) Schwantes ex Ihlenf.
- Diplosoma retroversum (Kensit) Schwantes

## Nachweise

## Weiterführende Literatur
- H.-D. Ihlenfeldt: Morphologie und Taxonomie der Gattungen Diplosoma Schwantes und Maughaniella L. Bolus (Mesembryanthemaceae). In: Beiträge zur Biologie der Pflanzen. Band 63, S. 375–401, Breslau 1988